# 国際連合安全保障理事会決議21
国際連合安全保障理事会決議21（こくさいれんごうあんぜんほしょうりじかいけつぎ21、英: United Nations Security Council Resolution 21, UNSCR21）は、1947年4月2日に国際連合安全保障理事会で全会一致で採択された決議。太平洋諸島の信託統治に関するものである。

## 概要
同決議により、国際連盟が日本に委任していた赤道以北の旧ドイツ領太平洋諸島（List of former German colonies#Pacific）は、国際連合憲章第75条でうたわれている「協定に従った地域の統治・監視のための国際信託統治制度（International Trusteeship System）の設置」および憲章第77条の信託統治制度の現在委任されている領土への適用を受け、また1920年12月17日に国際連盟理事会が定めた国際連盟規約（Covenant of the League of Nations）第22条に従い信託統治制度の下に置かれることになり、アメリカ合衆国を同地の統治を行う施政権者として一連の統治に際しての規定を定めた。この中には領内の軍備の許可も含まれている。

## 詳細
まず第1条にて国際連盟規約第22条に従い日本に委任されていた諸島からなる太平洋諸島領域（The Territory of the Pacific Islands）を戦略地域とし、国際連合憲章の定義する信託統治制度のもとで「信託統治領（the Trust Territory）」とすることを定めた。
第2条でアメリカ合衆国が信託統治領の施政権者（the Administering Authority）となること、第3条で同国が信託統治領下の行政・立法・司法に対し全面的な権限を持ち、現地の情勢や要請にとって適切とみなした合衆国国内法を統治領に適用できることとし、第4条では同国に対して国際連合憲章（特に信託統治においての基本目的を定めた第76条、及び戦略地域に関する国際連合のすべての任務を安保理が担うことや第76条の戦略地域住民への適用などを定めた第83条、下記「備考」参照）と本協定に従い行動することを定めた。
第5条では国連憲章第76条の第1項と第84条に従い施政権者としてアメリカに統治地域の国際平和と安全の維持における役割を担うこととし、伴って信託統治地域内において以下の行為が認可された。
1. 海軍・陸軍・空軍基地の保有と要塞の建築
2. 米軍部隊の駐留・展開
3. 防衛及び法と秩序の維持のための信託統治領からの志願兵・領内の設備等の利用

第6条は国連憲章第76条第2項を満たすにあたって行うべきことを定めた。
1. 信託統治領に適切と思われる政治制度の確立を涵養し、信託統治領やその住民に特有の環境に適した自治・独立・自由に表現された要望の実現に向けた住民の育成を促進し、この目的を果たすために信託統治領内住民に対し行政業務の積極的な共有を行い、統治への参加を促進し、統治領の法体系の確立における住民の法的慣習への理解を拡大し、また適切なその他の措置を講じること
2. 経済的発展と住民の自給自足の促進、またその達成のための天然資源の活用の規制を行うこと（具体的には農水産や工業の奨励、土地や資源の喪失からの保護、輸送と通信手段の改善）
3. 住民の地位向上の促進、また全住民に権利と基本的自由を保護すること、及び信託統治地域の住民の健康を守ることを目的とした武器弾薬・麻薬その他危険薬物・アルコールなどの飲料の取引や社会悪から住民の保護のために必要な規制を行うこと
4. 信託統治領内住民の教育の促進、またこのための一般初等教育制度の確立に向けた措置を講ずること（併せて職業教育・文化教育も促進し、優秀な生徒にはさらに（専門的なレベルの）高等教育を受けさせることを奨励した）

第7条では国連憲章第76条第3項を満たすにあたってアメリカが信託統治領住民に対し良心の自由・公的秩序・安全の要請ための従属と言論・出版・集会・信仰・布教・移住及び移動の自由を保障することを定めた。
第8条では
1. 国連憲章第76条第4項を満たすにあたって第83条第2項の通りアメリカが、国際連合加盟国の個人・会社・その他各国国内法に基づいて組織された団体が、アメリカ以外のいかなる国際連合加盟国の個人・会社・団体よりも不利とならない扱いをうけるように取り計らうこと
2. アメリカが裁判において他の国際連合加盟国と同じ待遇を確保すること
3. 信託統治領内の通行権や渡航権に関しては課人離党局と航空機を所有する国家との合意するところに依ること
4. 国際連合及び他の国家との商業的合意及び条約に関し交渉し妥結し、国際連合加盟国及びその他の国家による信託統治領住民が不利な扱いをうけないようにすること（信託統治領内において国際連合加盟国により獲得された権利を考慮し、信託統治領内住民が獲得すべき権利は何か、他の国連機関にアメリカが検討し勧告することを勧告）

を定めた。
第9条以降は以下の通り定められている。
- 第9条 - アメリカに信託統治領とアメリカ本国の領土と税関・財政・行政に関する連合または連邦を構成する権限を与え、信託統治制度の基本的目的と本協定の条項に抵触しない範囲内において相互間で共通の公共サービスを提供してもよいこと
- 第10条 - 上記第3条に関連して、信託統治領内のいかなる地域諮問委員会・地域当局・技術組織その他各国の自発的結合の参加を受け付け、その公民に関わらず専門的な国際機関と協力して国際協力の形をとること、特にアメリカに下の二つを定めた。
  1. 信託統治領内の住民に対して公民権を与えるための必要な措置を講じること
  2. 信託統治領内の住民が統治領または施政権者の領土外に出るときには外交的・領事的保護を与えること

- 第12条 - アメリカが信託統治領内で協定を実効たらしめるために必要とみなされる立法を行うこと
- 第13条 - アメリカの決定次第で信託統治領内に国際連合憲章第87条・第88条の条項を信託統治領に適用できること
- 第14条 - アメリカが信託統治領独自の事情や上記第6条の目的に適う国際的慣習及び勧告の信託統治領への適用
- 第15条 - この協定の条文は施政権者の同意なしには修正・廃棄されないこと
- 第16条 - 協定は国際連合安全保障理事会による承認並びに合衆国政府の法的手続きを終えた後に有効となること

## 備考
ここでは上記に登場した国連憲章の条文について示す。

### 第76条
1. 国際の平和及び安全を増進すること[1]
2. 信託統治地域の住民の政治的、経済的、社会的及び教育的進歩を促進すること、また各地域及びその人民の特殊事情並びに関係人民が自由に表明する願望に適合するように、且つ、各信託統治協定の条項が規定するところに従って、自治又は独立に向っての住民の漸進的発達を促進すること[1]
3. 人種、性、言語又は宗教による差別なくすべての者のために人権及び基本的自由を尊重するように奨励し、且つ、世界の人民の相互依存の認識を助長すること[1]
4. 前記の目的の達成を妨げることなく、且つ、第80条の規定を留保して、すべての国際連合加盟国及びその国民のために社会的、経済的及び商業的事項について平等の待遇を確保し、また、その国民のために司法上で平等の待遇を確保すること[1]

### 第84条
- 信託統治地域が国際の平和及び安全の維持についてその役割を果たすようにすることは、施政権者の義務である。このため、施政権者は、この点に関して安全保障理事会に対して負う義務を履行するに当って、また、地方的防衛並びに信託統治地域における法律及び秩序の維持のために、信託統治地域の義勇軍、便益及び援助を利用することができる[1]。

### 第87条
信託統治理事会と総会の権限についての決め事である。
1. 施政権者の提出する報告を審議すること
2. 請願を受理し、且つ、施政権者と協議してこれを審査すること
3. 施政権者と協定する時期に、それぞれの信託統治地域の定期視察を行わせること
4. 信託統治協定の条項に従って、前記の行動その他の行動をとること

### 第88条
質問書の作成についての決め事である。
- 信託統治理事会は、各信託統治地域の住民の政治的、経済的、社会的及び教育的進歩に関する質問書を作成しなければならない。また、総会の権限内にある各信託統治地域の施政権者は、この質問書に基いて、総会に年次報告を提出しなければならない。